# Buk (Prachaticei járás)
Buk falu és önkormányzat (obec) Csehország Dél-csehországi kerületének Prachaticei járásában. Területe 25,8 km², lakosainak száma 280 (2009. 12. 31). A falu Prachaticétől mintegy 12 km-re nyugatra, České Budějovicétől 47 km-re nyugatra, és Prágától 124 km-re délre fekszik.
A település első írásos említése (Villa Buk) 1400-ból származik.

## Az önkormányzathoz tartozó települések
- Buk
- Včelná pod Boubínem
- Vyšovatka

## Nevezetességek
- Szűz Mária kápolnája Buk központjában (1800),
- Kápolna Včelnában, a 19. század 50-es éveiből,
- Boubín-hegy (1362 m),
- Boubínský-erdő természetvédelmi terület.

## Népesség
A település népessége az elmúlt években az alábbi módon változott:
| Lakosok száma | 677  | 787  | 709  | 372  | 263  | 284  | 290  | 285  | 305  | 309  |
|               | 1869 | 1890 | 1921 | 1950 | 1980 | 2001 | 2017 | 2019 | 2022 | 2024 |